# Myrtopsis sellingii
Myrtopsis sellingii är en vinruteväxtart som beskrevs av André Guillaumin. Myrtopsis sellingii ingår i släktet Myrtopsis och familjen vinruteväxter. Inga underarter finns listade i Catalogue of Life.